# Dirk Smet
Mgr. Dirk Smet (Beveren-Waas, 2 augustus 1949) is een Vlaams geestelijke van de Katholieke Kerk.

## Biografie
Dirk Smet groeide op in Haasdonk. Zijn secundair onderwijs volgde hij aan het Sint-Jozef-Klein-Seminarie in Sint-Niklaas. Hij trad in in het seminarie maar studeerde ook binnen de richting moderne geschiedenis kerkgeschiedenis aan de KU Leuven.
Mgr. Leonce-Albert Van Peteghem wijdde op 6 juli 1974 in de Gentse Sint-Baafskathedraal Smet tot priester. Hij werd leerkracht geschiedenis en godsdienst aan het Sint-Lievenscollege. In 1980 werd hij professor, en sinds 1992 rector van het Sint-Paulusseminarie. Van 1993 tot 1998 doceerde hij liturgie en kerkgeschiedenis aan het Bisschoppelijk Seminarie Gent.
Daarnaast was hij ook directeur van het Permanent Diaconaat, voorzitter van de Diocesane Commissie voor Liturgie van het bisdom Gent, aalmoezenier van Caritas Gemeenschapsdienst en sinds 1992 titulair kanunnik van het kathedrale Sint-Baafskapittel in Gent.
Kanunnik Smet werd op voordracht van de bisschoppenconferentie van België in 2009 door kardinaal Zenon Grocholewski, prefect van de Congregatie voor het Katholiek Onderwijs  benoemd tot rector van het Belgisch Pauselijk College te Rome. Smet volgde Mgr. Johan Bonny op.
Smet zetelt sindsdien ook in de kerkelijke raad bij de Belgische ambassade bij de Heilige Stoel. In 2011 volgde zijn benoeming tot Kapelaan van Zijne Heiligheid paus Benedictus XVI.
Dirk Smet is ridder in de Ridderorde van het Heilig Graf van Jeruzalem.